# Hans Traub
Hans Karl Theodor Traub (* 25. Januar 1901 in Schwäbisch Hall; † 18. Dezember 1943 in Berlin) war ein deutscher Zeitungs- und Filmwissenschaftler.

## Leben
Hans Traub wurde am 25. Januar 1901 in Schwäbisch Hall geboren. Die Mutter entstammte einer Predigerfamilie, der Vater war der evangelischen Pfarrer und erst linksliberale dann deutschnationale Politiker Gottfried Traub. Das Ehepaar hatte zwei weitere Söhne, darunter der Pfarrer Hellmut Traub (1904–1994). Der Vater nahm im Herbst 1901 die zweite Pfarrstelle an der Reinoldikirche an und so wuchs Hans Traub in Dortmund auf. Er besuchte dort die Volksschule und das Stadtgymnasium Dortmund. Nach dem Abitur studierte er seit dem Sommersemester 1920 in Marburg Medizin, wechselte dann aber zu Geschichte und Germanistik. 1920 wurde er Corpsschleifenträger der Guestphalia Marburg. Schon ein Jahr später folgte er dem Vater nach München, der dort nach seiner Beteiligung am Kapp-Putsch Chefredakteur der München-Augsburger Abendzeitung von Alfred Hugenberg geworden war. Im Jahr 1925 wurde Hans Traub zum Dr. phil promoviert.  Nach dem Studium war er Praktikant im Verlag Gräfe und Unzer und im Druckereibetrieb der zum Hugenberg-Konzern gehörenden Firma August Scherl.
Im Mai 1926 wurde er Assistent am im Aufbau befindlichen Deutschen Institut für Zeitungskunde in Berlin, wo er mit Martin Mohr, Emil Dovifat und Hans Amandus Münster zusammenarbeitete und viele Publikationen vorlegte. Im Juni 1930 heiratete er Hedwig von Grolmann. Persönliche Kontakte zum Verband pommerscher Zeitungsverleger und Buchdrucker führten zu einem Wechsel an die Universität Greifswald. Er habilitierte sich 1932  und wurde im November desselben Jahres zum Privatdozent ernannt. Da er mütterlicherseits „teiljüdischer Abstammung“ war, wurde ihm am 24. Juli 1937 die Lehrbefugnis in Greifswald und Berlin entzogen. Ab 1936 arbeitete er in der Berliner Ufa-Lehrschau. Er starb im Alter von 42 Jahren an einer Sepsis.

## Leistungen
Traub entwarf als einer der ersten Zeitungswissenschaftler einen prozessorientierten Ansatz. Dieser war gegenläufig zu den Propagandalehren des Dritten Reichs. Traub konnte ihn daher nach 1933 nicht weiterführen.
Als erster Zeitungswissenschaftler beschrieb Traub 1928 den Vorgang, der heute in der Kommunikationswissenschaft als De- und Encodierung bezeichnet wird.
Eines der Hauptanliegen von Hans Traub war die Etablierung einer Filmwissenschaft.
Im Auftrag des Generaldirektors der UFA, Ludwig Klitzsch, erstellte Traub gemeinsam mit Oskar Kalbus, dem wissenschaftlichen Referenten der Ufa und Geschäftsführer der Ufa-Filmverleih-AG, eine Studie Wege zu einem Deutschen Institut für Filmkunde (1932/33). Das Institut sollte den Bedarf nach einer theoretischen Ausbildung des Filmnachwuchses decken, und damit diese mit der praktischen Ausbildung leicht vereinbart werden konnte, sollte das Institut nach den Vorstellungen von Traub und Kalbus mitten im Zentrum der Filmindustrie, in der Studio-Stadt Babelsberg, eingerichtet werden. Nach dem Entwurf von Traub und Kalbus sollte das Institut eine wissenschaftliche Forschungsstätte im großen Stil werden.
Verwirklicht wurde das Konzept eines Deutschen Instituts für Filmkunde mit der UFA-Lehrschau, die von Traub aufgebaut und am 31. Januar 1936 auf dem Filmgelände in Babelsberg eröffnet wurde. Die Lehrschau umfasste eine Dauerausstellung, eine Bibliothek und weitere Sammlungen. Dem von Traub und Kalbus entworfenen Forschungs- und Lehrinstitut für Filmkunde entsprach das Institut jedoch nicht. Als Grund, der dies verhinderte, nannte Traub in den späten 30er Jahren den „Umschwung“ von 1933.

## Schriften
- Die Augsburger Abendzeitung und die Revolution im Jahre 1848. Ein Beitrag zur bayerischen Revolutionsgeschichte. 1925 mdz-nbn-resolving.de
- Zeitungswesen und Zeitunglesen. In: Wege zur Bildung. Band 8. Dünnhaupt, Dessau 1928.
- Erschließung der wichtigen politischen Zeitungsbestände an deutschen Bibliotheken für Wissenschaft und Praxis. In: Zentralblatt für Bibliothekswesen, Jg. 48, 1931, S. 518–522.
- Der Film als politisches Machtmittel. Münchener Druck- und Verlagshaus, München 1933.
- Zeitung, Film, Rundfunk. Die Notwendigkeit ihrer einheitlichen Betrachtung. Weidmann, Berlin 1933.
- Grundbegriffe des Zeitungswesens. Kritische Einführung in die Methode der Zeitungswissenschaft. Poeschel, Stuttgart 1933.
- Deutsches Institut für Zeitungskunde (Hrsg.): Standortkatalog wichtiger Zeitungsbestände in deutschen Bibliotheken. Hiersemann, Leipzig 1933.
- Als man anfing zu filmen. Ein geschichtlicher Abriß über die Entstehung des Films. Verlag Eiserne Blätter, München 1934.
- UFA-Lehrschau (Hrsg.): 25 Jahre Wochenschau der UFA. Geschichte der UFA-Wochenschauen und Geschichten aus der Wochenschau-Arbeit. Illustrierte Filmwoche, Berlin 1939.
- mit Hanns Wilhelm Lavies: Das deutsche Filmschrifttum. Eine Bibliographie der Bücher und Zeitschriften über das Filmwesen. Hiersemann, Leipzig 1940.
- Filmzeitschriften. In: Walter Heide (Hrsg.): Handbuch der Zeitungswissenschaft. Hiersemann, Leipzig 1940.
- mit Franz Freiherr von Steinaecker: Die Ufa-Lehrschau. Der Weg des Films von der Planung bis zur Vorführung. UFA-Buchverlag, Berlin 1941.
- Die UFA. Ein Beitrag zur Entwicklungsgeschichte des deutschen Filmschaffens. UFA-Buchverlag, Berlin 1943.